# Simko Shikak

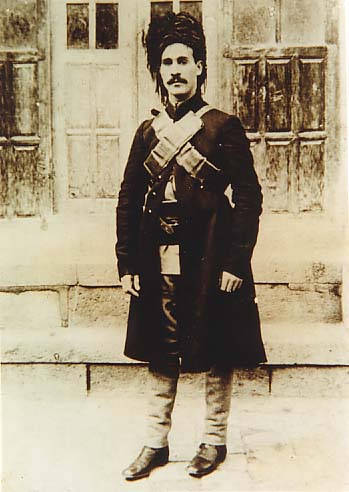
Simko Shikak

Simko Shikak (também conhecido como "Simitquh", nascido Ismail Agha Shikak em 1887 e falecido em 1930) foi um chefe da tribo curda de Shakak.

## Biografia
Ele nasceu em uma importante família feudal curda com base em um castelo de Chihriq localizado perto do rio Baranduz, na região de Úrmia no noroeste do Irã. Em 1920, partes do Azerbaijão iraniano localizadas a oeste do Lago Úrmia estavam sob seu controle. Ele liderou os agricultores curdos em uma batalha e derrotou o exército iraniano em várias ocasiões. O governo iraniano teve que assassiná-lo em 1930. Simko participou do massacre dos assírios de Choi e promoveu um massacre de 1000 assírios em Salmas.